# Pitcairnia sceptrigera
Pitcairnia sceptrigera är en gräsväxtart som beskrevs av Carl Christian Mez. Pitcairnia sceptrigera ingår i släktet Pitcairnia och familjen Bromeliaceae.
Artens utbredningsområde är Ecuador. Inga underarter finns listade i Catalogue of Life.

## Bildgalleri

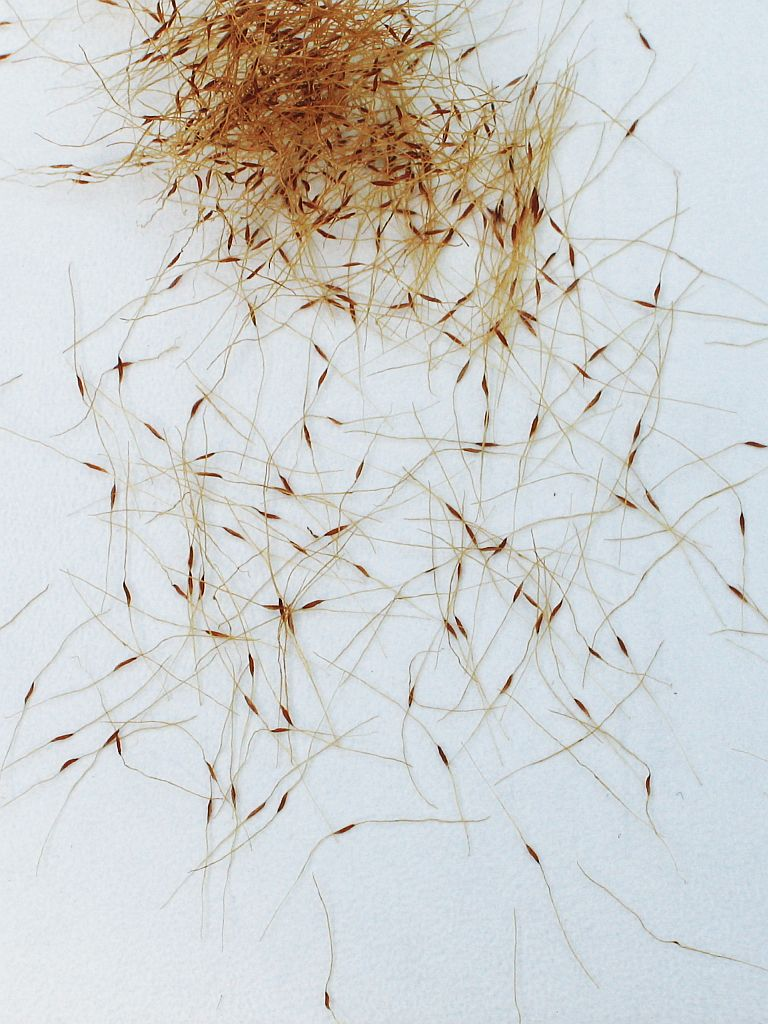
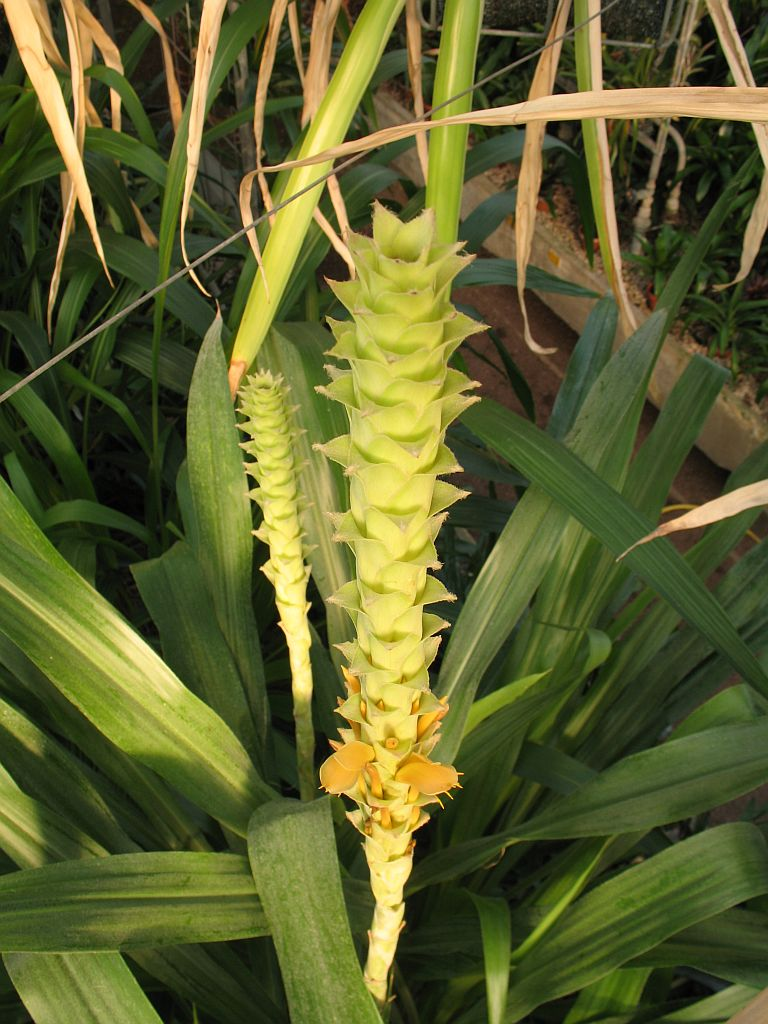
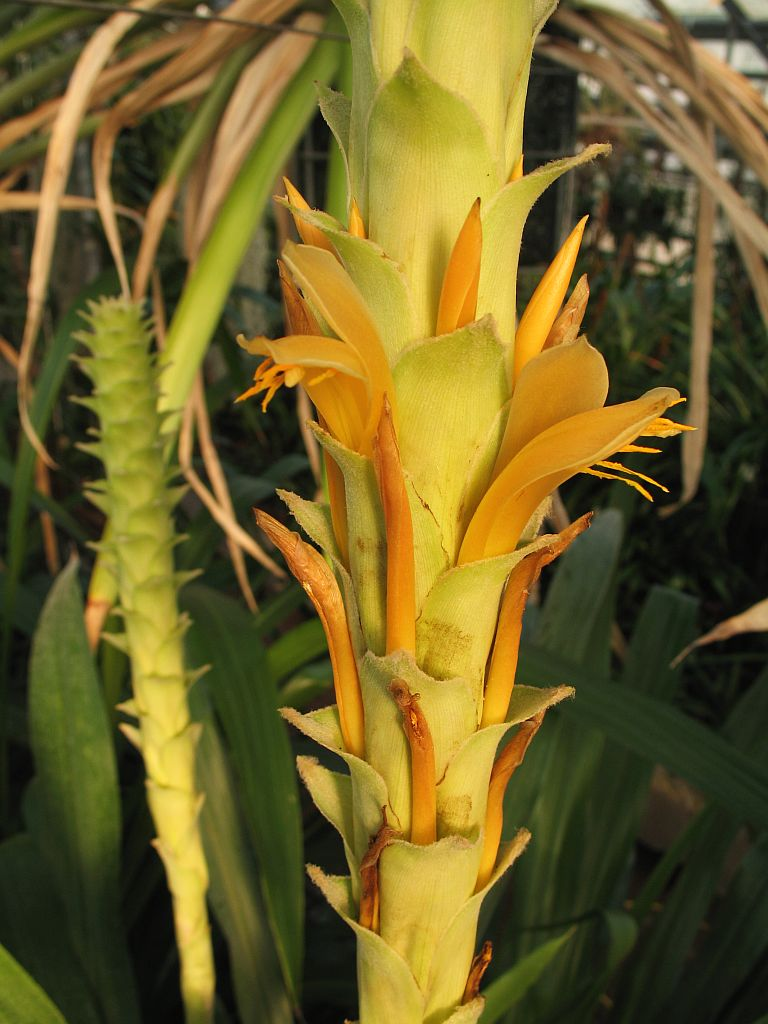